# Relaciones México-República de China
Las relaciones México-República de China (Taiwán) son las relaciones diplomáticas entre los Estados Unidos Mexicanos y la República de China en Taiwán. Ambas naciones son miembros del Foro de Cooperación Económica Asia-Pacífico y de la Organización Mundial del Comercio.

## Historia

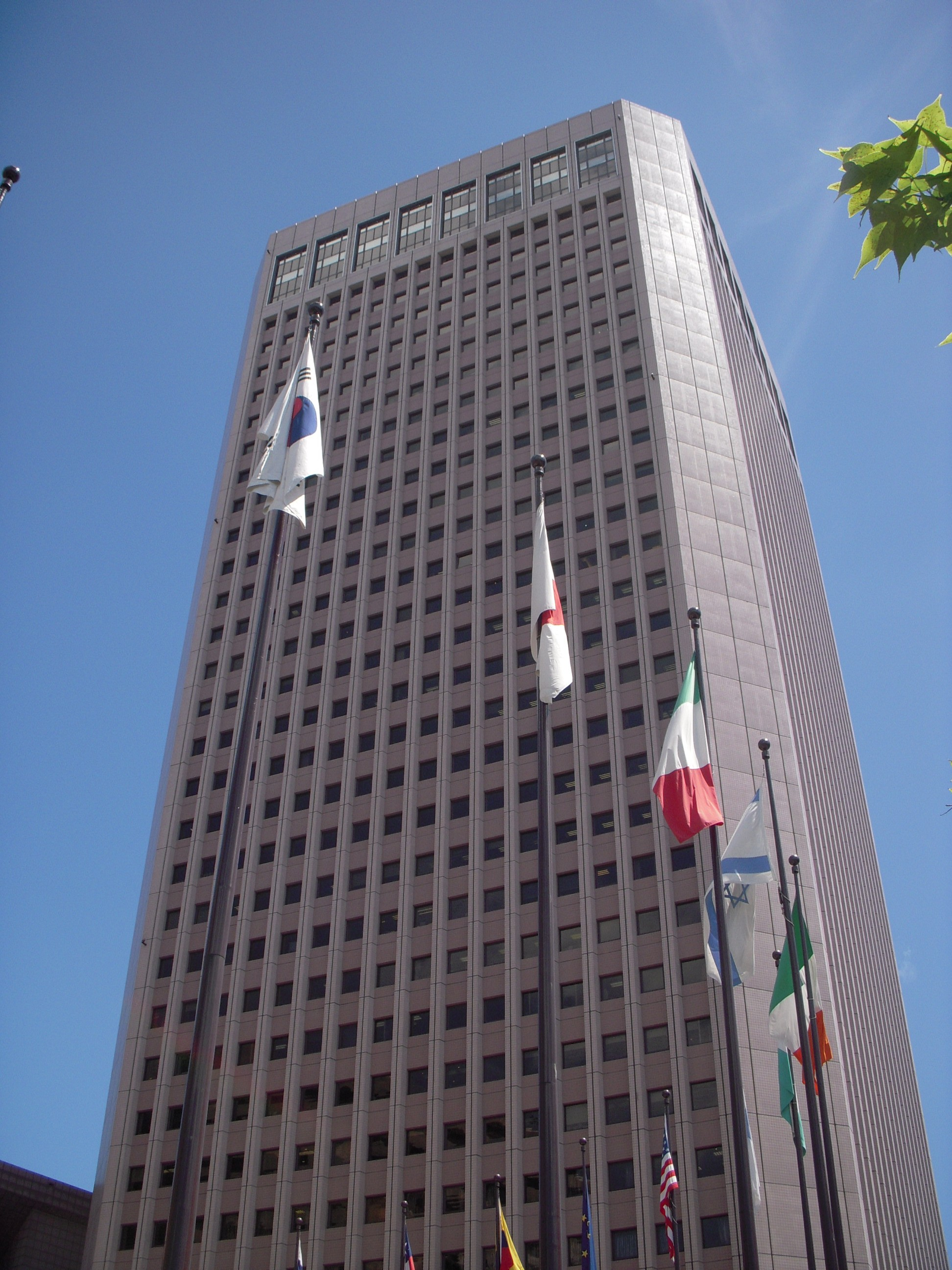
Edificio alojando a la Oficina de enlace de México en Taipéi

En 1626, España estableció una colonia en la parte norte del actual Taiwán. La colonia de la Formosa española se mantuvo hasta 1642 y fue administrada por el Virreinato de Nueva España desde la Ciudad de México. Mientras estaban bajo control español, los barcos que navegaban entre los puertos de Manila y Acapulco (conocido como el Galeón de Manila) se detenían en el Fuerte de Santo Domingo para transportar mercancías y personas entre Taiwán y los dos puertos.
A partir de 1949, México mantuvo relaciones diplomáticas con el gobierno del Kuomintang de la República de China. Sin embargo, las relaciones oficiales entre México y Taiwán terminaron en 1971 cuando México votó a favor de la Resolución 2758 de la Asamblea General de las Naciones Unidas que reconoció a la República Popular China (China continental) como único representante legítimo de China ante las Naciones Unidas. Desde la adopción de la Resolución 2758 de la ONU, México ha mantenido relaciones diplomáticas oficiales con China continental y relaciones diplomáticas no-oficiales con Taiwán desde 1972.
Para promover el comercio, en 1990 México abrió una oficina llamada Mexican Trade Services (Servicios Comerciales Mexicanos) en Taipéi (que no tenía estatus diplomático). Posteriormente, la oficina fue reformada en 1991 para incluir una sección consular y fue conocida como "Oficina de Documentación y Cultura de Servicios Comerciales de México". En 1993, Taiwán abrió una "Oficina Económica y Cultural de Taipei" en la Ciudad de México. Ambas oficinas de representación son oficiosamente embajadas de facto en las capitales de cada nación, respectivamente.
En 1991, el gobierno taiwanés propuso vuelos directos entre Taiwán y México con China Airlines al gobierno del presidente mexicano Carlos Salinas de Gortari, sin embargo, nunca se tomaron medidas sobre la propuesta. Ese mismo año, un funcionario del gobierno mexicano de alto nivel asistió al 42.º Día Nacional de la República de China. Después de varias protestas en la República Popular China contra el funcionario mexicano que asistió al Día Nacional de Taiwán, el subsecretario de relaciones exteriores de México, Andrés Rozental Gutman, prometió poner fin a todas las visitas a Taiwán por parte de funcionarios del gobierno mexicano.
En 1994, el primer ministro taiwanés Lien Chan realizó una visita a México y se reunió con el presidente mexicano Carlos Salinas de Gortari y el candidato presidencial Ernesto Zedillo. En noviembre de 2002, el representante taiwanés del presidente, Yuan T. Lee, visitó Cabo San Lucas, México para asistir a la cumbre de APEC.
En mayo de 2012, se firmó un memorando para explorar un acuerdo de libre comercio entre ambas naciones.

## Comercio
En 2023, el comercio entre ambas naciones ascendió a $14.9 mil millones de dólares. Las exportaciones de México a Taiwán incluyen: maquinaria, teléfonos y teléfonos móviles; automóviles y otros vehículos; níquel, minerales de cobre y otros artículos; productos químicos, verduras, pescado, y otros productos cárnicos. Las exportaciones de Taiwán a México incluyen: circuitos electrónicos integrados, partes y accesorios para máquinas, electrónica, partes y accesorios para vehículos automotores; prendas de vestir, y pescado. Más de 250 empresas taiwanesas invierten y/o operan en México. Empresas multinacionales taiwanesas como Foxconn, Invetec, Pegatron y Unimicron (entre otras) operan en México.
Taiwán es el tercer inversionista más importante de Asia para México, y el noveno socio comercial a nivel mundial. México es el mayor socio comercial de Taiwán en América Latina. En 2021, el Gobierno mexicano emitió su primer 'bono Formosa' a 50 años en el Taipei Exchange.

## Misiones diplomáticas residentes
- México tiene una oficina de enlace en Taipéi.[14]
- Taiwán tiene una oficina de enlace en la Ciudad de México, conocida como "Oficina Económica y Cultural de Taipéi en México".[5]